# Großloge der Alten Freien und Angenommenen Maurer von Deutschland
Die Großloge der Alten Freien und Angenommenen Maurer von Deutschland (GL A.F.u.A.M.v.D. oder GL AFAM) mit Sitz in Berlin ist eine am 19. Juni 1949 unter dem Namen Vereinigte Großloge von Deutschland gegründet reguläre Freimaurer-Großloge. Die Großloge ist ein Dachverband ohne persönliche Mitgliedschaft; Mitglieder sind nur andere Freimaurerlogen. Sie ist mit 288 Logen heute die mitgliederstärkste deutsche Großloge.

## Organisation
Mit nach eigenen Angaben 9.300 Brüdern (2. Dezember 2010) in 288 Logen und 11 Distrikten ist die Großloge der Alten Freien und Angenommenen Maurer von Deutschland heute die mitgliederstärkste Großloge unter dem Dach der Vereinigten Großlogen von Deutschland (VGLvD). Die in der Großloge AFuAMvD organisierten Logen arbeiten als Johannis-Logen, d. h. in den Graden Lehrling, Geselle, Meister. Seit 1967 besteht ein einheitliches Ritual, einige ältere Logen arbeiten jedoch weiterhin nach ihren traditionell überlieferten Ritualen (Schröder, Feßler, Eklektisches Ritual).
Der demokratisch organisierten GL AFuAMvD stehen ein Großmeister und sechs Vorstandsmitglieder vor, die alle vier Jahre auf einem Großlogentag gewählt werden. Derzeitiger Großmeister ist Stefan Kunnert. Wahlberechtigt sind die Stuhlmeister (die Vorsitzenden) der Mitgliedslogen. Dem Großmeister steht der Großlogenrat mit vier Zugeordneten Großmeistern, dem Großkanzler, dem Großschatzmeister, dem Großredner, den 11 Distriktsmeistern zur Seite. Der Großkanzler führt die administrativen Geschäfte. Die Großloge ist in 11 Distrikte eingeteilt: Berlin-/Brandenburg, Schleswig-Holstein/Mecklenburg-Vorpommern, Bremen, Hamburg, Niedersachsen/Sachsen-Anhalt, Nordrhein-Westfalen, Hessen-Thüringen, Sachsen, Rheinland-Pfalz/Saarland, Baden-Württemberg und Bayern.

## Geschichte
Die Großloge AFAM wurde am 19. Juni 1949 unter Federführung von Theodor Vogel als Vereinigte Großloge von Deutschland in der Frankfurter Paulskirche gegründet. Sie ist die erste systemübergreifende Vereinigung deutscher Freimaurerlogen, nachdem erste Ansätze 1801 und 1872, sowie nach dem Ersten Weltkrieg 1922 gescheitert waren. Daneben besteht die 1958 gegründete Vereinigten Großlogen von Deutschland (VGLvD), deren Großmeister Theodor Vogel 1958–1959 war.
Die Zahl der deutschen Freimaurer war von 80.000 vor dem Krieg auf 5.000 nach dem Krieg gesunken. Nachdem 1945 ein erster Einigungsversuch deutscher Großlogen gescheitert war, gelang es dem Großmeister der Landesgroßloge von Bayern Theodor Vogel 1947, die Frankfurter Arbeitsgemeinschaft von Freimaurerlogen zu gründen, mit dem erneuten Ziel einer Einigung.
Am 19. Juni 1949 wurde die Vereinigte Großloge von Deutschland feierlich gegründet und das 1933 von Leo Müffelmann aus Deutschland nach Jerusalem gerettete Licht der Symbolischen Großloge und das der Großen Loge von Hamburg (deren Licht in Logen in Palästina und Chile weiterexistierte) eingebracht.
Die Gründerlogen waren:
- 42 Logen der Großen National-Mutterloge „Zu den drei Weltkugeln“,
- 35 Logen der Großen Loge von Preußen, genannt „Royal York zur Freundschaft“,
- 34 Logen der Großloge Zur Sonne,
- 18 Logen der Großen Loge von Hamburg,
- 14 Logen der Großen Mutterloge des Eklektischen Freimaurerbundes,
- 7 Logen der Großen Freimaurerloge „Zur Eintracht“,
- 5 Logen der Symbolischen Großloge von Deutschland,
- 4 Logen der Großen Landesloge von Deutschland,
- 4 Logen der Großen Landesloge von Sachsen,
- 1 Loge des Freimaurerbundes Zur aufgehenden Sonne.

Hinzu kamen 10 Logengründungen nach 1945.
Erster Großmeister wurde Theodor Vogel. 
1952 traten die übrigen Logen des Freimaurerbundes Zur aufgehenden Sonne hinzu, 1958 erfolgte die Zusammenführung aller deutschen Großlogen unter einen Dachverband mit dem Namen Vereinigte Großlogen von Deutschland – Bruderschaft der Freimaurer. Auch hier wurde Theodor Vogel zum ersten Großmeister gewählt.
Die frühere Vereinigte Großloge von Deutschland gab ihren Namen auf und nannte sich ab diesem Zeitpunkt Große Landesloge der Alten Freien und Angenommenen Maurer von Deutschland und ab 1970 Großloge der Alten Freien und Angenommenen Maurer von Deutschland (GL A.F.u.A.M.v.D.).

## Gestiftete Auszeichnungen
Die Großloge der Alten Freien und Angenommenen Maurer von Deutschland ehrt seit 1966 Persönlichkeiten des öffentlichen Lebens mit dem Kulturpreis der deutschen Freimaurer, dem Lessing-Ring und dem Humanitären Preis.
2015 wurde Helmut Schmidt als bisher einzigem Preisträger der Gustav-Stresemann-Preis für die „Lebensleistung eines Menschen“ verliehen.